# Birnosove, Rozdilna
Birnosove (în ucraineană Бірносове) este un sat în comuna Zaharivka din raionul Rozdilna, regiunea Odesa, Ucraina.

## Demografie
Componența lingvistică a localității Birnosove
     Ucraineană (94,12%)
     Română (4,71%)
     Rusă (1,18%)
Conform recensământului din 2001, majoritatea populației localității Birnosove era vorbitoare de ucraineană (94,12%), existând în minoritate și vorbitori de română (4,71%) și rusă (1,18%).